# 高橋芳朗
高橋 芳朗（たかはし よしあき、1969年4月6日 - ）は、日本の音楽ジャーナリスト。ラジオパーソナリティ。東京都港区出身。

## 来歴
タワーレコードの発行するフリーペーパー『bounce』、雑誌『blast』の編集部に勤務したのち、2002年よりフリーの音楽ジャーナリストとして活動開始。

## 人物
子供の頃に『ザ・モンキーズ・ショー』、『アニメ・ザ・ビートルズ』を視て洋楽の世界に触れ、洋楽ファンになるきっかけとなった。ラジオはアール・エフ・ラジオ日本の『全米トップ40』、『全英トップ20』、伊藤政則の『ROCK TODAY』といった洋楽番組、TBSラジオの『一慶・美雄の夜はともだち』などをよく聴いていたという。宇多丸（ライムスター）は早稲田大学の同級生であり、TBSラジオの「ライムスター宇多丸のウィークエンド・シャッフル」で共演、ラジオ初出演となる。

## 著書
- 『ブラスト公論 誰もが豪邸に住みたがってるわけじゃない [増補新装版]』シンコーミュージック、2010年3月。ISBN 978-4401633876。 - ライムスター宇多丸、前原猛、古川耕、郷原紀幸との共著　のち徳間文庫
- 『百曲探訪 モータウン 永遠の100曲（“百曲探訪”シリーズ）』ブルース・インターアクションズ、2010年11月。ISBN 4860204131。 - 出田圭、岩間慎一、中河伸俊との共著
- 『マーベル・シネマティック・ユニバース音楽考 : 映画から聴こえるポップミュージックの意味』添野知生共著 イースト・プレス 2022

## テレビ
- 星野源のおんがくこうろん（NHK Eテレ、2022年2月11日=） - ヨシかいせついん（声）

## ラジオ
- ライムスター宇多丸のウィークエンド・シャッフル（TBSラジオ）- ゲストとして数回出演。
- 高橋芳朗 HAPPY SAD（TBSラジオ、2011年4月10日 - 2012年9月30日） - メイン・パーソナリティ
- ザ・トップ5シリーズ（TBSラジオ） - いずれもレギュラーコメンテーター
  - ザ・トップ5〜リターンズ（2012年10月5日 - 2013年3月22日） - 毎週金曜日・小林麻耶と共演
  - シーズン3（2013年10月4日 - 2014年3月21日） - 毎週金曜日・江藤愛と共演
  - シーズン4（2014年10月3日 - 2015年3月20日） - 毎週金曜日・出水麻衣と共演
  - シーズン5（2015年9月30日 - 2016年3月23日） - 毎週水曜日・熊崎風斗と共演
- 高橋芳朗 星影JUKEBOX（TBSラジオ、2013年4月7日 - 2014年3月30日） - バニラビーンズのリサとともにメイン・パーソナリティ[3]
- 週末お悩み解消系ラジオ ジェーン・スー相談は踊る （TBSラジオ、2014年4月5日 - 2016年4月9日） - 「代行MC」（アシスタント）として不定期的に出演
- ジェーン・スー 生活は踊る（TBSラジオ、2016年4月11日 -　） - 「選曲監修」担当、『高橋芳朗のミュージックプレゼント』パーソナリティ。ジェーンスーの休暇時代打パーソナリティも担当することある
- 高橋みなみの「これから、何する?」（TOKYO FM、2017年1月25日他） - 音楽特集企画に不定期出演。
- 都市型生活情報ラジオ 興味R（TBSラジオ、2017年4月3日他） - 週替わりアシスタント。なお、「選曲監修」も担当。
- アフター6ジャンクション（TBSラジオ、2018年4月13日他） - 月一企画「月刊ミュージックコメンタリー」担当。ほか特集企画で不定期出演
- 高橋みなみの「これから、何する?」（TOKYO FM、2019年11月13日-2020年9月30日） - 毎週水曜日パートナー（音楽特集担当）

## DVD
- 「タマフル THE MOVIE 〜暗黒街の黒い霧〜」（2012年3月、監督：入江悠）